# Saga o Grettirze

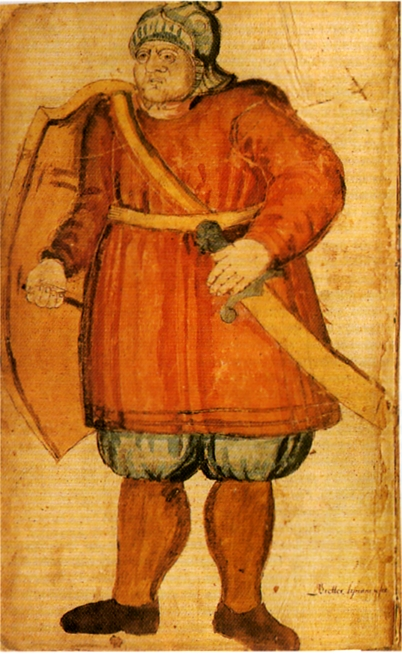
Grettir Ásmundarson na XVII-wiecznej ilustracji

Saga o Grettirze (isl. Grettis saga Ásmundarsonar) – islandzka saga opisująca życie Grettira Ásmundarsona, banity, wojownika oraz bohatera narodowego Islandii.

## Charakterystyka
Saga została spisana prawdopodobnie około 1320 roku przez nieznanego autora i przedstawia wydarzenia, które rozegrały się w XI wieku. Jej głównym bohaterem jest Grettir Ásmundarson, który większość swojego życia spędził na Islandii jako banita. Przypuszcza się, że autor sagi opierał się na wcześniejszych relacjach o życiu Grettira, które spisał Sturla Þórðarson. Opis charakteryzuje się też wieloma podobieństwami do opowieści o Beowulfie. Mimo iż tekst powstał w XIV wieku i zawiera wiele nadprzyrodzonych motywów, takich jak np. duchy, to uważa się, że przedstawia dość realistyczny opis samych wydarzeń. Stanowi też bezcenne źródło dla historyków, z uwagi na szczegółowe opisy życia ówczesnych wikingów i ich postrzeganie świata.

## Streszczenie

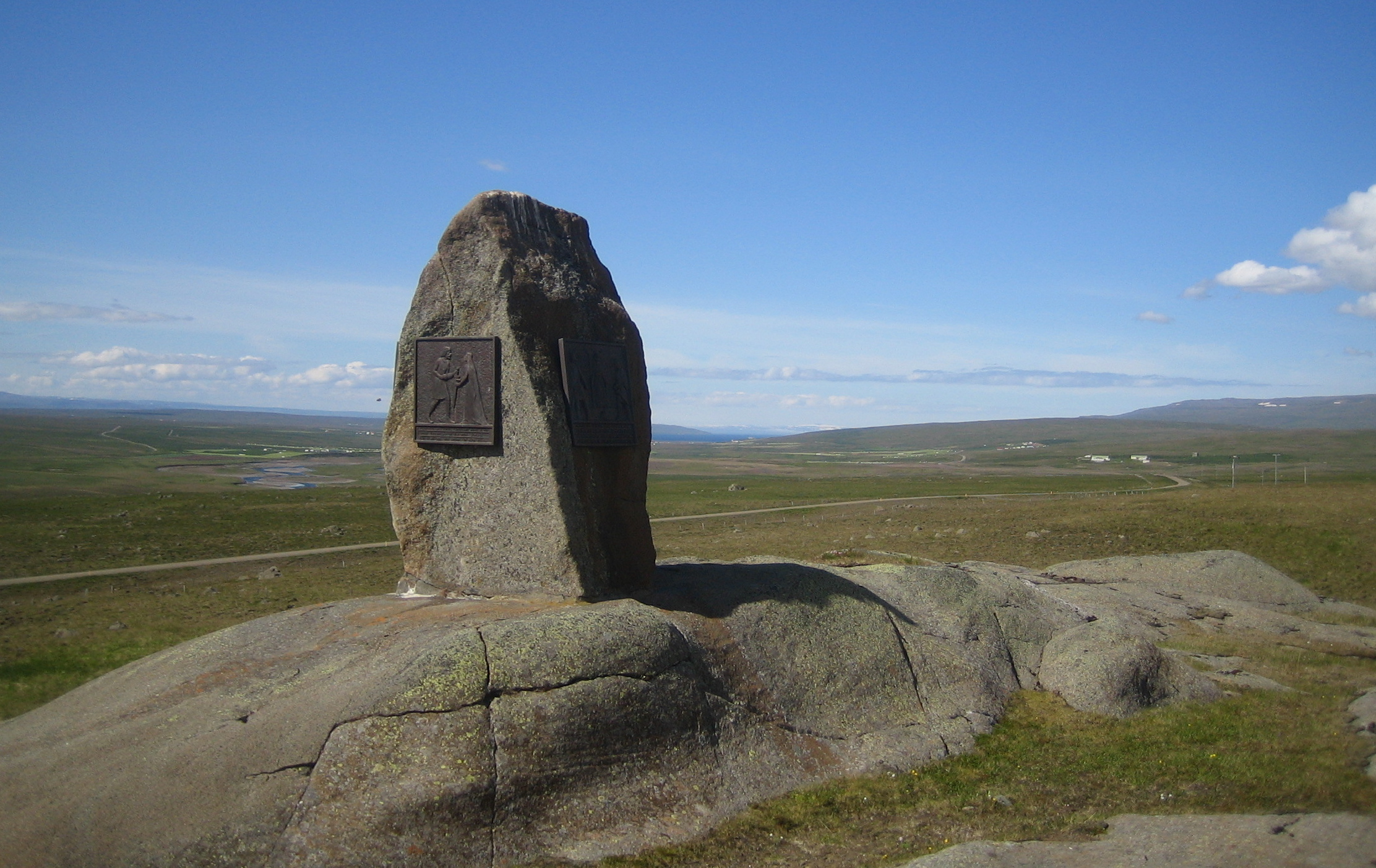
Kamień pamiątkowy Ásdís, matki Grettira, w Bjarg na Islandii

Saga rozpoczyna się prologiem, na który składa się trzynaście rozdziałów opisujących zarówno przodków Grettira, jak i historię islandzkiego regionu, w którym rozgrywa się akcja. Jego dziadek Önundur, po którym odziedziczył tężyznę fizyczną, był wikingiem i walczył przeciwko królowi Dublina, Kjarvalowi. Później osiadł na północnym wybrzeżu Islandii, gdzie doczekał się wielu synów.
Postać Grettira po raz pierwszy pojawia się w XIV rozdziale. Choć saga opisuje całe jego życie, to prawdopodobnie większość faktów w niej zawartych nosi znamiona mitów i legend. Tekst przedstawia go jako leniwego, niecierpliwego i agresywnego młodzieńca, który nie waha się używać przemocy nawet wobec własnego ojca. Ta porywczość w końcu sprowadza na niego kłopoty, gdy jako nastolatek zabija podczas kłótni sługę niejakiego Skeggi. Zostaje za to skazany na trzyletnie wygnanie do Norwegii, gdzie swoimi bohaterskimi czynami zdobywa sławę i sympatię  miejscowych ludzi. Pokonuje m.in. ducha strzegącego skradzionego skarbu, zabija niedźwiedzia, przepływa kilka kilometrów w lodowatej wodzie i broni miejscową ludność przed rozbójnikami. Pod koniec okresu swojego wygnania popada jednak w konflikt z możnowładcami i musi opuścić Norwegię. Po powrocie na Islandię zostaje przyjęty jak bohater, ale wkrótce jego porywczy charakter znów sprowadza na niego kłopoty. Mimo to nadal pomaga ludziom i stawia czoła nieumarłemu, który za życia był pastuchem o imieniu Glamr. Mimo iż go pokonuje i ratuje w ten sposób chłopskie gospodarstwa przed dalszymi atakami, Glamr rzuca na niego klątwę. Za jej sprawą Grettir ma stać się banitą, a każde jego działanie przyniesie mu nieszczęście i zmusi do życia w samotności. Wkrótce klątwa zaczyna działać i bohaterskie czyny Grettira idą w zapomnienie, kiedy przypadkiem podpala budynek, w wyniku czego ginie dwanaście osób, w tym syn wodza. Zostaje za to skazany na wygnanie w bezludne rejony Islandii. Spędza tam blisko dwadzieścia lat i staje się najdłużej wyjętym spod prawa banitą w islandzkiej historii. W końcu jego rodzina i przyjaciele proszą o zdjęcie kary argumentując, że zgodnie z prawem żaden człowiek nie może spędzić na wygnaniu więcej niż 20 lat (w rzeczywistości na Islandii nie było wówczas takiego prawa). Zgromadzenie, które zbiera się w tej sprawie postanawia, że kara zostanie zdjęta po upływie dwudziestu lat, ale nie wcześniej. Wrogowie Grettira postanawiają to udaremnić i organizują na niego kilka nieudanych zamachów. W końcu jeden z jego przeciwników – Thorbjörn namawia do pomocy wiedźmę, która sprowadza na Grettira chorobę. Dzięki temu zabija on osłabionego banitę. Nie znajduje jednak uznania, lecz potępienie ponieważ zachował się jak łotr. Grettir natomiast zostaje okrzyknięty bohaterem i pochowany w kościele.
Ostatnie sześć rozdziałów opisuje zemstę jego brata Thorsteinna, który mści się na zabójcach Grettira w Bizancjum.